# Nicholas Katzenbach

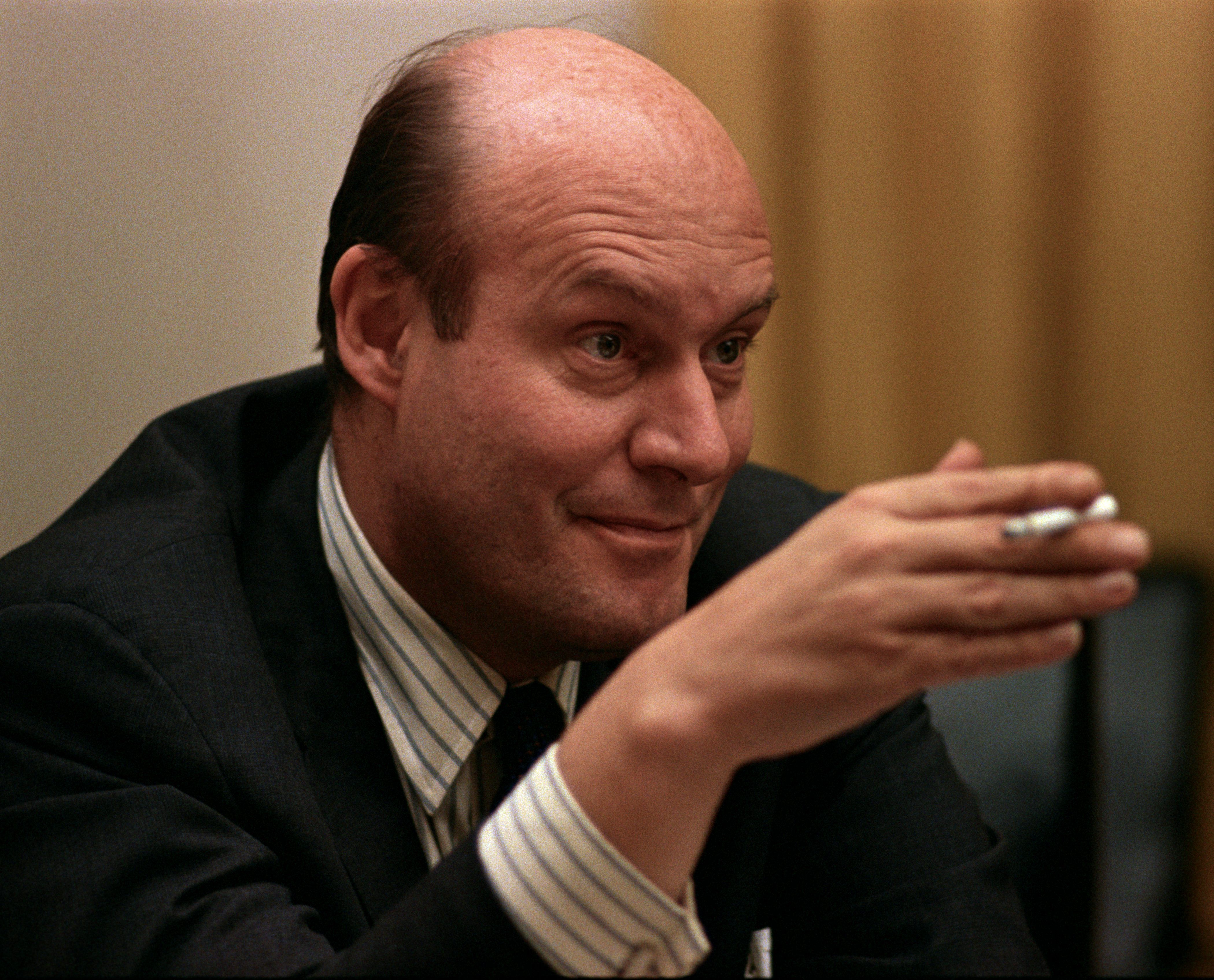
Nicholas Katzenbach (1968)

Nicholas deBelleville Katzenbach (* 17. Januar 1922 in Philadelphia, Pennsylvania; † 8. Mai 2012 in Skillman, New Jersey) war ein US-amerikanischer Jurist und Politiker (Demokratische Partei). Von 1965 bis 1966 war er unter Präsident Lyndon B. Johnson Justizminister.

## Leben
Nicholas Katzenbach stammte aus einer Familie, die im 18. Jahrhundert aus der Pfalz ausgewandert war. Sein Vater Edward L. Katzenbach leitete die Justizbehörde von New Jersey, seine Mutter Marie Katzenbach war erste Präsidentin der Erziehungsbehörde des US-Staats. 1939 begann er ein allgemeinbildendes Studium an der Princeton University, das durch den Zweiten Weltkrieg unterbrochen wurde.
Am 23. Februar 1943  wurde er als Navigator einer B-25 über Nordafrika abgeschossen und war bis zum Kriegsende in dem, durch einen Massenausbruch bekannt gewordenen, Stalag Luft III in deutscher Kriegsgefangenschaft.
Das Studium an der Princeton University beendete er 1945 mit einem Bachelor of Arts (B.A.) cum laude, anschließend absolvierte er ein Studium der Rechtswissenschaften an der Yale Law School, das er 1947 mit dem Bachelor of Laws (LL.B.) abschloss. Im Anschluss daran studierte er bis 1949 mit einem Rhodes-Stipendium am Balliol College der Universität Oxford.
Nach der Zulassung zum Rechtsanwalt wurde er 1950 Partner der Kanzlei Katzenbach, Gildea & Rudner in New Jersey. 1955 wurde er zusätzlich als Rechtsanwalt in Connecticut zugelassen.
Katzenbach begann seine berufliche Laufbahn von 1950 bis 1952 als Mitarbeiter des Rechtsberatungsbüros im Luftwaffenministerium. Anschließend war er zunächst Associate Professor an der University of Chicago, ehe dort 1956 seine Berufung zum ordentlichen Professor für Rechtswissenschaften erfolgte.
In den Amtszeiten der Präsidenten John F. Kennedy und Lyndon B. Johnson war er in mehreren leitenden Positionen im Justiz- und später im Außenministerium tätig.
Nach seinem Ausscheiden aus der Regierung nahm er 1969 eine Tätigkeit als Vizepräsident und Justiziar beim Informationstechnikunternehmen IBM auf, die er bis 1986 ausübte. Anschließend war er einige Jahre als Rechtsanwalt tätig, ehe er 1991 Vorstandsvorsitzender der in einen internationalen Finanzskandal verwickelten Großbank Bank of Credit and Commerce International (BCCI) wurde. 1988 wurde Katzenbach in die American Academy of Arts and Sciences und 1992 in die American Philosophical Society gewählt.
Im Juli 2002 wurde er zunächst Vorstandsmitglied und anschließend am 16. März 2004 Vorstandsvorsitzender der drittgrößten Telefongesellschaft der Welt MCI Worldcom, die im Januar 2006 von der Verizon Communications übernommen wurde.
Katzenbach war der Vater des Schriftstellers John Katzenbach, der die Erlebnisse seines Vaters in der Kriegsgefangenschaft im Roman Das Tribunal literarisch umsetzte. Der Roman wurde 2002 unter dem Titel Hart’s War (dt.: Das Tribunal) verfilmt.

## Politische Laufbahn

### Aufstieg zum Justizminister unter Präsident Johnson
Nach dem Wahlsieg von John F. Kennedy wurde Katzenbach 1961 Assistent des Generalstaatsanwalts und Leiter des Büros für Rechtsberatung. Bereits ein Jahr später erfolgte seine Ernennung zum Stellvertreter (Deputy Attorney General) von Justizminister Robert F. Kennedy.

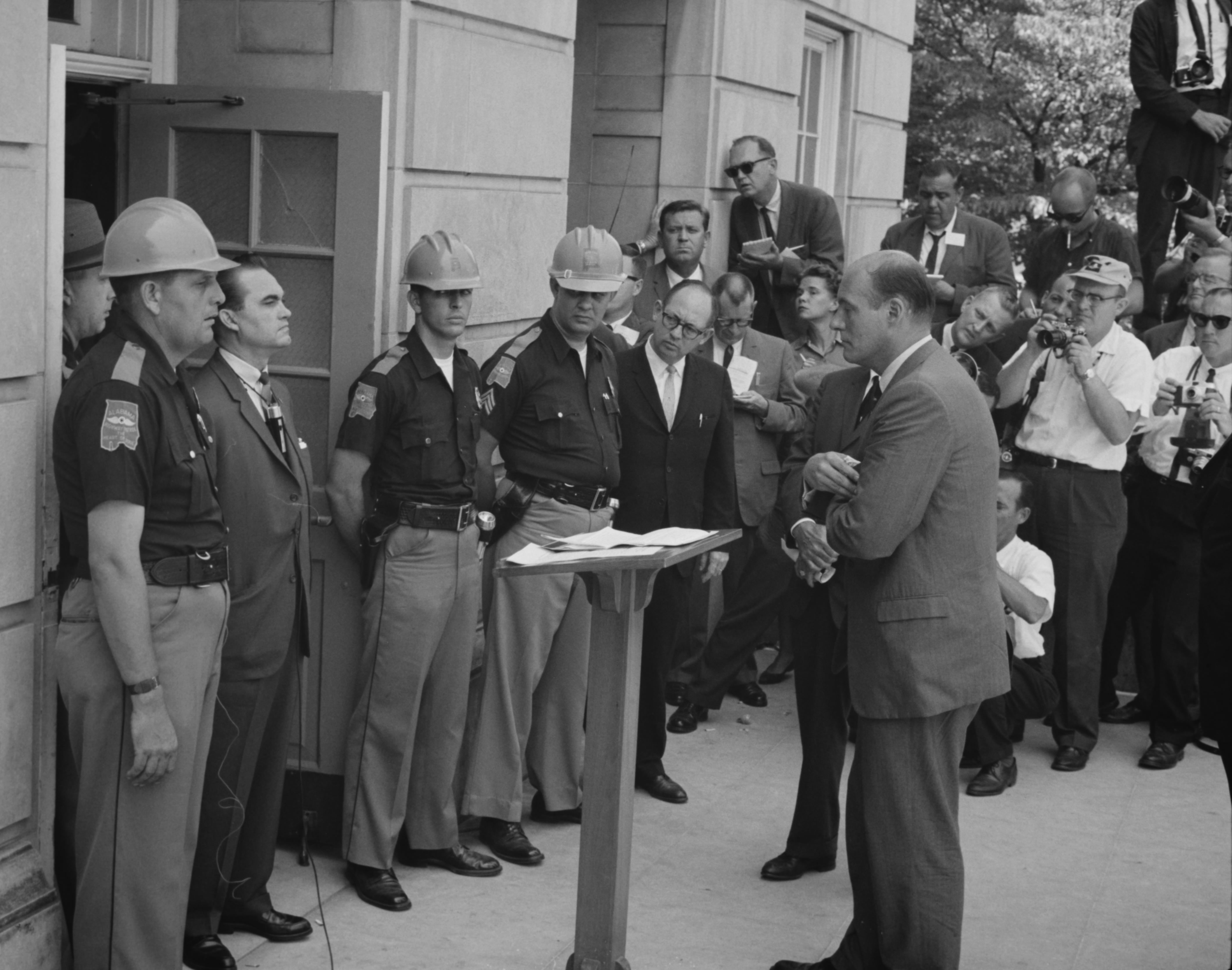
Katzenbach (rechts) mit Bundespolizisten vor Gouverneur George Wallace (links in der Tür) vor der University of Alabama

1963 war er als stellvertretender Justizminister eine der Hauptpersonen in einem Streit zur Rassentrennung im Bundesstaat Alabama. Am 11. Juni 1963 stand der damalige Gouverneur von Alabama, George Wallace, vor der Tür eines Gebäudes an der University of Alabama, um zu verhindern, dass zwei afro-amerikanische Studenten, James Hood und Vivian Malone, sich dort einschrieben, was gegen die bisherige Praxis der Rassentrennung verstoßen hätte. Erst nachdem Bundespolizisten, die Alabama National Guard und Katzenbach ihn zum Wegtreten gezwungen hatten, machte er den Weg für die Studenten frei. Später in seinem Leben entschuldigte sich Wallace für seine damalige Aktion, den Stand in the Schoolhouse Door, zur Integration der Afroamerikaner.
Im Jahr 1979 befasste sich ein Sonderausschuss des Repräsentantenhauses mit dem Attentat auf John F. Kennedy und auf den Bürgerrechtler Martin Luther King sowie dem Verhalten der damals zuständigen Politiker. Dabei wurde festgestellt, dass Katzenbach bereits am 25. November 1963, drei Tage nach der Ermordung des Präsidenten, ein Schreiben an Bill Moyers, den Sonderassistenten des bisherigen Vizepräsidenten Lyndon B. Johnson, verfasst hatte. In diesem Memorandum forderte er dazu auf, die Öffentlichkeit von der Einzeltäterschaft Oswalds zu überzeugen und dabei Spekulationen über dessen Motiv zu unterdrücken. Der Abschlussbericht des Ausschusses ging davon aus, dass Katzenbach neben dem Direktor des FBI, J. Edgar Hoover, und einigen anderen die Schlüsselperson zur Einrichtung der sogenannten Warren-Kommission war, die das Attentat untersuchen sollte.
Nach der Wahl von Robert Kennedy zum US-Senator am 3. September 1964 war er zunächst amtierender Generalstaatsanwalt, ehe ihn Präsident Lyndon B. Johnson am 11. Februar 1965 nach der Vereidigung Kennedys zum Senator als Justizminister (United States Attorney General) in sein Kabinett berief.
Im Laufe seiner Laufbahn bezog er immer wieder positiv Stellung zur Einhaltung von Bürgerrechten. Er ordnete unter anderem im April 1965 die Einstellung von Abhörmaßnahmen gegen Martin Luther King an. Des Weiteren war er maßgeblich am Entwurf des Civil Rights Act of 1964 beteiligt. Dieses Amt übte er bis zu seiner Ablösung durch seinen bisherigen Stellvertreter Ramsey Clark am 2. Oktober 1966 aus.

### Staatssekretär im Außenministerium
Nach seinem Ausscheiden aus dem Justizministerium wurde er Staatssekretär (Under Secretary) im Außenministerium. In dieser Funktion unternahm er Besuche nach Südvietnam in den Jahren 1966 und 1967, um die dortige Lage zu untersuchen. Darüber hinaus war er Leiter von diplomatischen Missionen nach Afrika, Indien, Westeuropa und Osteuropa. Ferner gehörte er einer vom Präsidenten einberufenen dreiköpfigen Sonderkommission zur Untersuchung von Aktivitäten der Central Intelligence Agency (CIA) an. Aufgrund des Kommissionsberichtes untersagte der Präsident der CIA die Anlage von sogenannten Reptilienfonds zur Nutzung für private Studien und kulturelle Organisationen. Obwohl er bereits im November 1968 von seinem Amt als Unterstaatssekretär zurücktrat, verblieb er bis zum Ende von Johnsons Amtszeit am 20. Januar 1969 im State Department.